# Aiko Nakamura
Pour les articles homonymes, voir Nakamura.
 (mai 2025).
Si vous disposez d'ouvrages ou d'articles de référence ou si vous connaissez des sites web de qualité traitant du thème abordé ici, merci de compléter l'article en donnant les références utiles à sa vérifiabilité et en les liant à la section « Notes et références ».
Aiko Nakamura (中村 藍子, Nakamura Aiko, née le 28 décembre 1983 à Osaka) est une ancienne joueuse de tennis japonaise professionnelle entre 2000 et 2011 environ.
Tout comme son modèle Monica Seles, Aiko Nakamura frappe son revers et son coup droit avec ses deux mains. Toutefois sa particularité au sein des joueuses qui jouent à deux mains est de frapper ses coups comme une gauchère alors qu'elle sert de la main droite.

## Palmarès

### Titre en simple dames
Aucun

### Finale en simple dames
| No | Date       | Nom et lieu du tournoi | Catégorie | Dotation  | Surface    | Vainqueure     | Score         |          |
| -- | ---------- | ---------------------- | --------- | --------- | ---------- | -------------- | ------------- | -------- |
| 1  | 02-10-2006 | AIG Japan Open, Tokyo  | Tier III  | 175 000 $ | Dur (ext.) | Marion Bartoli | 2-6, 6-2, 6-2 | Parcours |

### Titre en double dames
Aucun

### Finale en double dames
| No | Date       | Nom et lieu du tournoi | Catégorie | Dotation  | Surface    | Vainqueures                  | Partenaire   | Score            |          |
| -- | ---------- | ---------------------- | --------- | --------- | ---------- | ---------------------------- | ------------ | ---------------- | -------- |
| 1  | 29-09-2008 | AIG Japan Open Tokyo   | Tier III  | 175 000 $ | Dur (ext.) | Jill Craybas Marina Erakovic | Ayumi Morita | 4-6, 7-5, [10-6] | Parcours |

## Parcours en Grand Chelem

### En simple dames
| Année | Open d'Australie | Open d'Australie | Internationaux de France | Internationaux de France | Wimbledon       | Wimbledon          | US Open         | US Open        |
| ----- | ---------------- | ---------------- | ------------------------ | ------------------------ | --------------- | ------------------ | --------------- | -------------- |
| 2005  | 2e tour (1/32)   | Alicia Molik     | 1er tour (1/64)          | Ľudmila Cervanová        | 2e tour (1/32)  | Anastasia Myskina  | 2e tour (1/32)  | Nadia Petrova  |
| 2006  | 3e tour (1/16)   | Patty Schnyder   | 1er tour (1/64)          | Catalina Castaño         | 1er tour (1/64) | Ekaterina Bychkova | 2e tour (1/32)  | Ana Ivanović   |
| 2007  | 3e tour (1/16)   | Martina Hingis   | 1er tour (1/64)          | Tamira Paszek            | 2e tour (1/32)  | Martina Hingis     | 1er tour (1/64) | Ana Ivanović   |
| 2008  | 1er tour (1/64)  | Justine Henin    | 1er tour (1/64)          | Svetlana Kuznetsova      | 1er tour (1/64) | Vera Zvonareva     | 1er tour (1/64) | Sybille Bammer |
| 2009  | -                | -                | -                        | -                        | 1er tour (1/64) | Kristína Kučová    | -               | -              |

À droite du résultat, l’ultime adversaire.

### En double dames
| Année | Open d'Australie             | Open d'Australie          | Internationaux de France     | Internationaux de France  | Wimbledon                     | Wimbledon                    | US Open                       | US Open                     |
| ----- | ---------------------------- | ------------------------- | ---------------------------- | ------------------------- | ----------------------------- | ---------------------------- | ----------------------------- | --------------------------- |
| 2005  | -                            | -                         | -                            | -                         | 2e tour (1/16) Dominikovic    | S. Asagoe K. Srebotnik       | -                             | -                           |
| 2006  | 1er tour (1/32) Cho Yoon     | S. Beltrame Selima Sfar   | 1er tour (1/32) A. Morigami  | N. Dechy V. Zvonareva     | 1er tour (1/32) A. Morigami   | V. Dushevina G. Voskoboeva   | 1er tour (1/32) Jamea Jackson | Cara Black Rennae Stubbs    |
| 2007  | 1er tour (1/32) A. Morigami  | E. Dementieva F. Pennetta | 2e tour (1/16) T. Tanasugarn | E. Gagliardi F. Schiavone | 2e tour (1/16) T. Tanasugarn  | Likhovtseva Sun Tiantian     | 2e tour (1/16) Rika Fujiwara  | Květa Peschke Rennae Stubbs |
| 2008  | 2e tour (1/16) T. Tanasugarn | Anabel Medina V. Ruano    | 1er tour (1/32) A. Morigami  | Chan Yung-Jan Chuang C.J. | 2e tour (1/16) Aravane Rezaï  | N. Llagostera M. J. Martínez | -                             | -                           |
| 2009  | -                            | -                         | -                            | -                         | 1er tour (1/32) Rika Fujiwara | K. Barrois T. Garbin         | -                             | -                           |

Sous le résultat, la partenaire ; à droite, l’ultime équipe adverse.

## Parcours en Fed Cup
| #                                                                        | Date       | Lieu     | Surface      | Gagnante(s)                 | Perdante(s)                   | Score         |          |
|                                                                          |            |          |              |                             |                               |               |          |
| 2005 - 1er tour (groupe mondial II) - République tchèque - Japon - 3 : 2 |            |          |              |                             |                               |               |          |
| 1                                                                        | 23/04/2005 | Prague   | Terre (ext.) | Nicole Vaidišová            | Aiko Nakamura                 | 6-3, 6-1      | Parcours |
|                                                                          |            |          |              |                             |                               |               |          |
| 2005 - Barrage (groupe mondial II) - Japon - Bulgarie - 4 : 1            |            |          |              |                             |                               |               |          |
| 2                                                                        | 09/07/2005 | Tokyo    | Dur (int.)   | Magdalena Maleeva           | Aiko Nakamura                 | 3-6, 6-4, 6-3 | Parcours |
| 2                                                                        | 09/07/2005 | Tokyo    | Dur (int.)   | Aiko Nakamura               | Sesil Karatantcheva           | 6-4, 7-62     | Parcours |
|                                                                          |            |          |              |                             |                               |               |          |
| 2006 - 1er tour (groupe mondial II) - Japon - Suisse - 4 : 1             |            |          |              |                             |                               |               |          |
| 3                                                                        | 22/04/2006 | Tokyo    | Dur (int.)   | Aiko Nakamura               | Timea Bacsinszky              | 6-2, 3-6, 6-1 | Parcours |
| 3                                                                        | 22/04/2006 | Tokyo    | Dur (int.)   | Aiko Nakamura               | Nicole Riner                  | 6-1, 3-6, 6-2 | Parcours |
|                                                                          |            |          |              |                             |                               |               |          |
| 2006 - Barrage (groupe mondial I) - Japon - Autriche - 5 : 0             |            |          |              |                             |                               |               |          |
| 4                                                                        | 15/07/2006 | Tokyo    | Dur (int.)   | Aiko Nakamura               | Barbara Schwartz              | 6-2, 7-5      | Parcours |
|                                                                          |            |          |              |                             |                               |               |          |
| 2008 - 1er tour (groupe mondial II) - Japon - Croatie - 4 : 1            |            |          |              |                             |                               |               |          |
| 5                                                                        | 02/02/2008 | Miki     | Dur (int.)   | Jelena Kostanić             | Aiko Nakamura                 | 6-3, 3-6, 6-3 | Parcours |
| 5                                                                        | 02/02/2008 | Miki     | Dur (int.)   | Aiko Nakamura               | Nika Ožegovic                 | 6-0, 4-6, 6-2 | Parcours |
|                                                                          |            |          |              |                             |                               |               |          |
| 2008 - Barrage (groupe mondial I) - Japon - France - 1 : 4               |            |          |              |                             |                               |               |          |
| 6                                                                        | 26/04/2008 | Tokyo    | Dur (int.)   | Virginie Razzano            | Aiko Nakamura                 | 6-4, 6-4      | Parcours |
|                                                                          |            |          |              |                             |                               |               |          |
| 2009 - 1er tour (groupe mondial II) - Serbie - Japon - 4 : 1             |            |          |              |                             |                               |               |          |
| 7                                                                        | 07/02/2009 | Belgrade | Dur (int.)   | Rika Fujiwara Aiko Nakamura | Jelena Janković Ana Jovanović | 3-6, 7-5, ab. | Parcours |

## Classements WTA en fin de saison

### En simple
| Année | 2001 | 2002 | 2003 | 2004 | 2005 | 2006 | 2007 | 2008 | 2009 | 2010 | 2011 | 2012 |
| Rang  | 791  | 310  | 267  | 123  | 71   | 59   | 68   | 166  | 195  | -    | 229  | 361  |

Source : (en) « Classements de Aiko Nakamura », sur le site officiel du WTA Tour

### En double
| Année | 2002 | 2003 | 2004 | 2005 | 2006 | 2007 | 2008 | 2009 | 2010 | 2011 | 2012 |
| Rang  | 577  | 371  | 291  | 199  | 214  | 78   | 120  | 229  | -    | 421  | 600  |

Source : (en) « Classements de Aiko Nakamura », sur le site officiel du WTA Tour